# مدرج فيرونا
مدرج فيرونا (بالإنجليزية: Arena di Verona) مدرج روماني يقع في المركز التاريخي في فيرونا، تبلغ طاقته الاستيعابية 15,000 متفرج. وهو أحد رموز مدينة فيرونا جنبا إلى جنب مع شخصيات مثل روميو وجولييت. وهو واحد من المباني كبيرة التي اتسمت بها دورة الألعاب الرومانية.